# 张永海 (1979年)
张永海（1979年3月15日—），男，辽宁盘锦人，中国足球运动员，主要司职中后卫，曾经入选中国国家队。

## 生平

### 职业生涯
2001年，张永海开始效力于辽宁队，2005年租借到深圳健力宝效力，巧合的是当时深圳队还有另一个同名同姓的球员张永海，结果两人同时效力深圳队。
2007年，张永海从辽宁转会加盟北京国安，转会费超过400万元，是当年的“标王”。
2012年，北京国安沒有为张永海在亚冠联赛报名，他认为自己在联赛的上场机会也应该不多，于是选择加盟中甲球队广东日之泉，但他并未与广东日之泉签订工作合同，而是在联赛开始后返回北京国安。但由于北京国安没有在注册截止日之前为他注册，而广东日之泉已经为他注册参加2012年中甲联赛，他在2012年二次转会开启前依然无法代表北京国安参赛。自此张永海逐渐淡出国安一线。2013年夏，张永海租借加盟上海申鑫。
2014年回到辽宁队，但在同年二次转会张永海突然加盟中甲球队成都天诚。

## 外部連結
- 網易體育 张永海資料 （页面存档备份，存于）